# Harcanville
Harcanville település Franciaországban, Seine-Maritime megyében. Lakosainak száma 525 fő (2022. január 1.). Harcanville Doudeville, Yvecrique, Étoutteville, Anvéville, Carville-Pot-de-Fer és Routes községekkel határos.

## Népesség
A település népességének változása:
| Lakosok száma | 504  | 506  | 518  | 510  | 511  | 523  | 530  | 527  | 525  |
|               | 2013 | 2015 | 2016 | 2017 | 2018 | 2019 | 2020 | 2021 | 2022 |